# Celeus flavus
Celeus flavus là một loài chim trong họ Picidae.
Đây loài bản địa từ Nam Mỹ, từ Colombia và Guianas Peru, Bolivia, và phần phía đông của Brazil, bao gồm một dải bờ biển phía đông nam Brazil. Loài này có màu vàng kem, ngoại trừ các đầu cánh và đuôi có màu thẫm hơn.